# 埃德温·蒙塔古

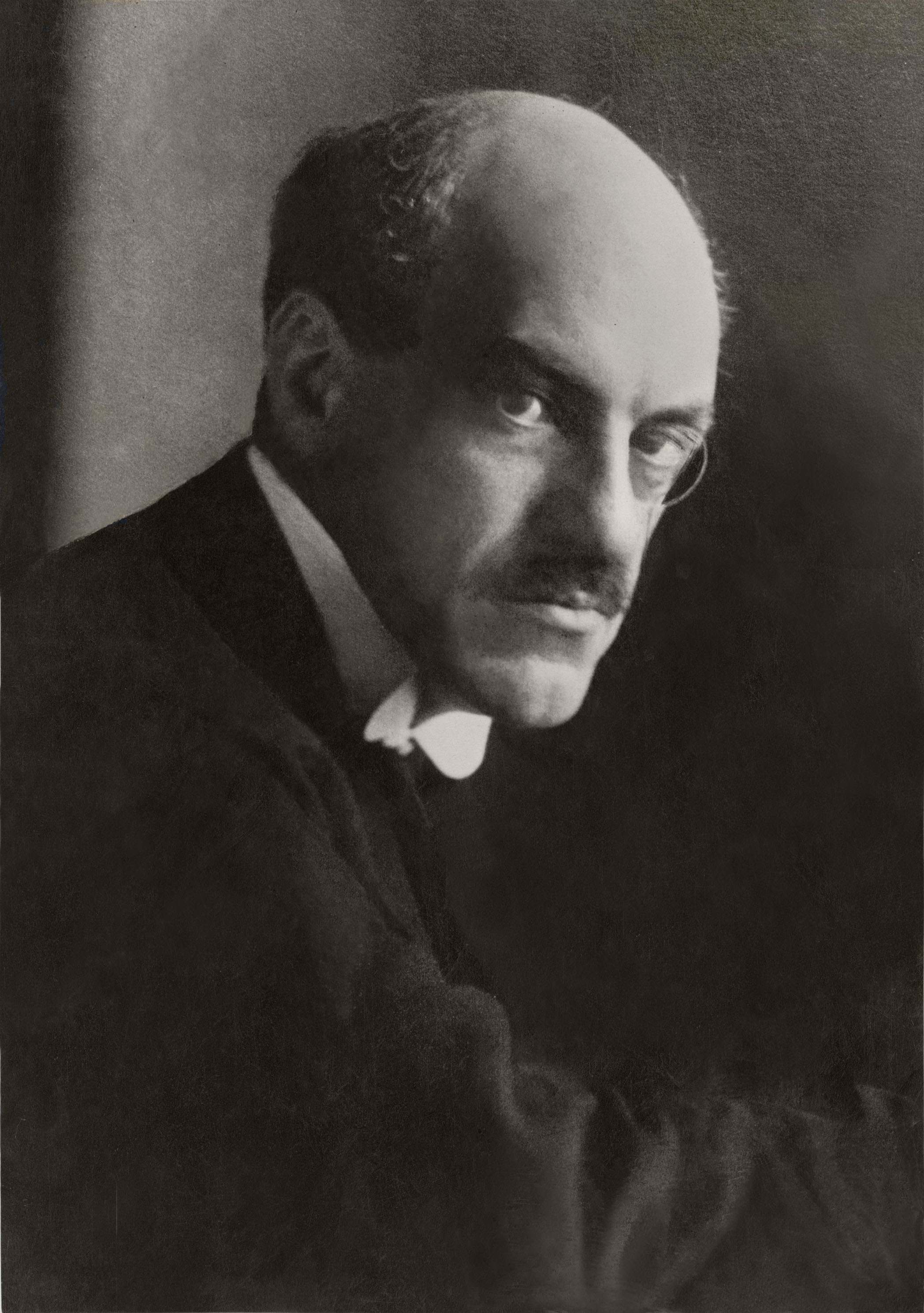
埃德温·塞缪尔·蒙塔古

埃德温·塞缪尔·蒙塔古（英語：Edwin Samuel Montagu，1879年2月6日—1924年11月15日），英国政治家，印度事务大臣，曾参与制定《1919年印度政府法令》。

## 生平
1897年，出生。1902年，在剑桥受教育。1906年，当选自由党议员。1910年，任印度事务部次官。1914年，任财政大臣。1915年，进入入阁，任兰开斯特公爵郡大臣。1916年，任军需大臣。1917年，任印度事务大臣。1922年，与首相劳合·乔治发生分歧被迫辞职。1924年，去世。